# ويليام هنري ريد
ويليام هنري ريد هو سياسي كندي (1846 ـ 1912). كان نشطاً في حزب أونتاريو المحافظ التقدمي. انتُخب عضو برلمان مقاطعة أونتاريو.